# Kompania graniczna KOP „Hnieździłów”

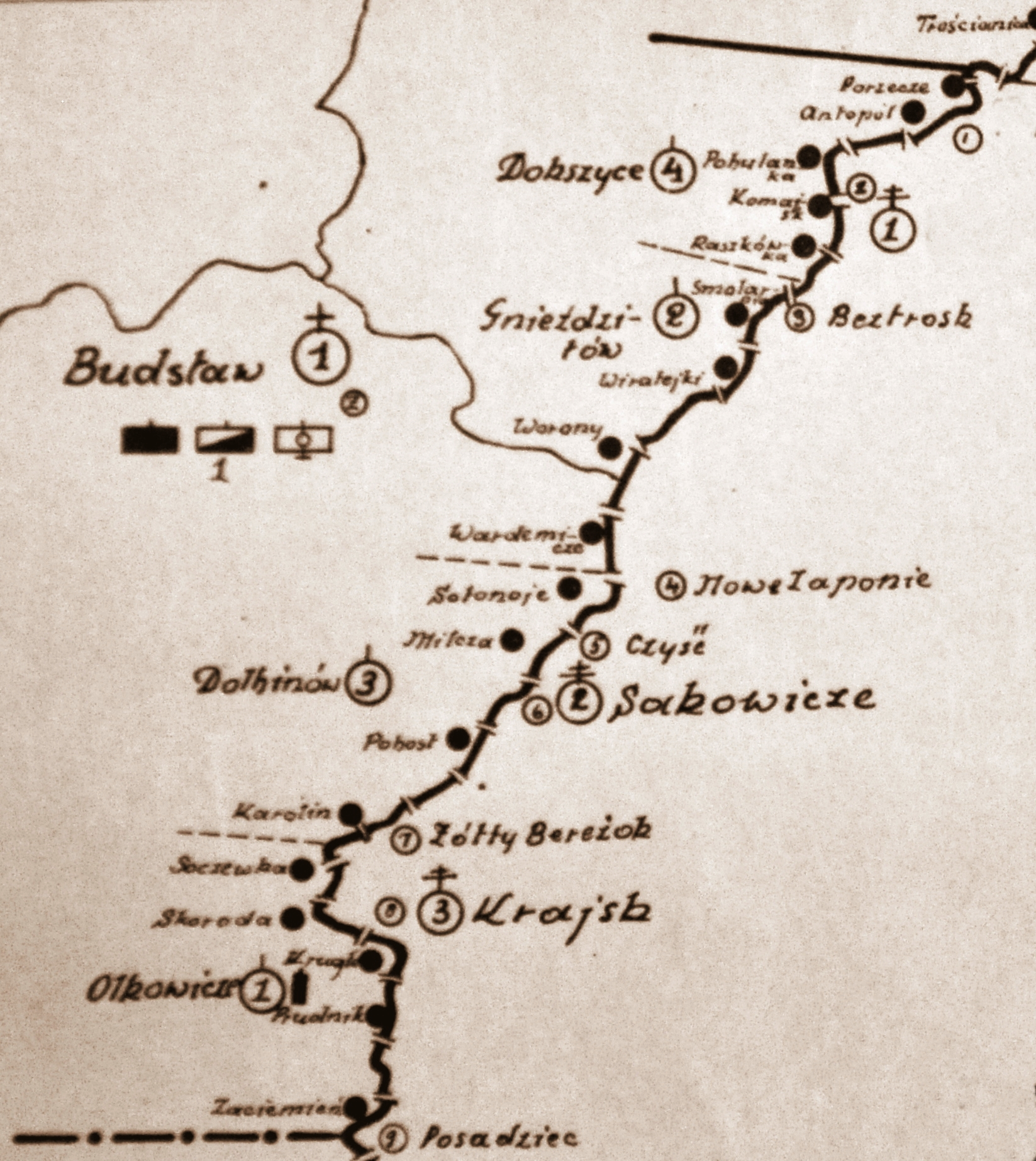
Rozmieszczenie batalionu KOP „Budsław” w 1931

Kompania graniczna KOP „Hnieździłów” – pododdział graniczny Korpusu Ochrony Pogranicza pełniący służbę ochronną na granicy polsko-radzieckiej.

## Geneza
Do czasu zakończenia wojny polsko-bolszewickiej, czyli do jesieni 1920, wschodnią granicę państwa polskiego wyznaczała linia frontu. Dopiero zarządzeniem z 6 listopada 1920 utworzono Kordon Graniczny Ministerstwa Spraw Wojskowych. W połowie stycznia 1921 zmodyfikowano formę ochrony granicy i rozpoczęto organizowanie Kordonu Granicznego Naczelnego Dowództwa WP. Obsadzony on miał być przez żandarmerię polową i oddziały wojskowe. Latem 1921 ochronę granicy wschodniej postanowiło powierzyć Batalionom Celnym. W Dokszycach rozmieszczono dowództwo i pododdziały sztabowe 31 batalionu celnego. W Hnieździłowie stacjonowała jego 1 kompania celna.
W drugiej połowie 1922 przeprowadzono kolejną reorganizację organów strzegących granicy wschodniej. 1 września 1922 bataliony celne przemianowano na bataliony Straży Granicznej. W rejonie odpowiedzialności przyszłej kompanii granicznej KOP „Hnieździłów” służbę graniczną pełniły pododdziały 31 batalionu Straży Granicznej. W Hnieździłowie stacjonowała 1 kompania Straży Granicznej.
Już w następnym roku zlikwidowano Straż Graniczną, a z dniem 1 lipca 1923 pełnienie służby granicznej na wschodnich rubieżach powierzono Policji Państwowej.
W sierpniu 1924 podjęto uchwałę o powołaniu Korpusu Ochrony Pogranicza – formacji zorganizowanej na wzór wojskowy, a będącej w etacie Ministerstwa Spraw Wewnętrznych.

## Formowanie i zmiany organizacyjne
Na podstawie rozkazu szefa Sztabu Generalnego L. dz. 12044/O.de B./24 z 27 września 1924, w pierwszym etapie organizacji Korpusu Ochrony Pogranicza sformowano 1 batalion graniczny , a w jego składzie 7 kompanię graniczną KOP. W listopadzie 1936 kompania liczyła 2 oficerów, 8 podoficerów, 4 nadterminowych i 83 żołnierzy służby zasadniczej.
W 1939 2 kompania graniczna KOP „Hnieździłów” (Gnieździnów) podlegała dowódcy batalionu KOP „Budsław”.

## Służba graniczna
Podstawową jednostką taktyczną Korpusu Ochrony Pogranicza przeznaczoną do pełnienia służby ochronnej był batalion graniczny. Odcinek batalionu dzielił się na pododcinki kompanii, a te z kolei na pododcinki strażnic, które były „zasadniczymi jednostkami pełniącymi służbę ochronną”, w sile półplutonu. Służba ochronna pełniona była systemem zmiennym, polegającym na stałym patrolowaniu strefy nadgranicznej i tyłowej, wystawianiu posterunków alarmowych, obserwacyjnych i kontrolnych stałych, patrolowaniu i organizowaniu zasadzek w miejscach rozpoznanych jako niebezpieczne, kontrolowaniu dokumentów i zatrzymywaniu osób podejrzanych, a także utrzymywaniu ścisłej łączności między oddziałami i władzami administracyjnymi. Miejscowość, w którym stacjonowała kompania graniczna, posiadała status garnizonu Korpusu Ochrony Pogranicza.
2 kompania graniczna „Hnieździłów” w 1934 ochraniała odcinek granicy państwowej szerokości 29 kilometrów 40 metrów. Po stronie sowieckiej granicę ochraniał zastaw „Beztrosk” z komendantury „Wolberowicze” .
Sąsiednie kompanie graniczne:
- 4 kompania graniczna KOP „Dokszyce” ⇔ 1 kompania graniczna KOP „Dołhinów” – 1928[17], 1929[18], 1931[16] , 1932[19], 1934[20], 1938[21]

## Walki kompanii w 1939
Strażnice 2 kompanii granicznej „Hnieździłów”, atakowane przez pododdziały 4 KS i 13 Oddziału Wojsk Pogranicznych NKWD, prawdopodobnie nie podjęły walki. Rozbite zostały też odwody kompanijne. Niewielka część macierzystego baonu przeszła na Litwę i tam została internowana.

## Struktura organizacyjna
Strażnice kompanii w latach 1928–1934 :
- strażnica KOP „Smolarnia I”
- strażnica KOP „Wiereciejka” (Wieretejki)[d][e]
- strażnica KOP „Worony”[f]
- (28)[10] strażnica KOP „Wardomicze”[g]

Strażnice kompanii w 1938
- strażnica KOP „Wiereciejka”
- strażnica KOP „Worony”
- strażnica KOP „Wardomicze”

Organizacja kompanii 17 września 1939:
- dowództwo kompanii
- pluton odwodowy
- 1 strażnica KOP „Wierotejka”[h]
- 2 strażnica KOP „Worony”
- 3 strażnica KOP „Wardomicze”

## Dowódcy kompanii
- kpt. Sroka (był w 1928 − 22 III 1931 → przeniesiony do Komendy Garnizonu Gniezno)[27]
- kpt. Kazimierz Kruczkowski (25 III 1931[27]  − 11 III 1932)
- kpt. Mikołaj Jezierski (26 III 1934[28] − )
- kpt. Władysław Halka[i] (IX 1939)